# Heidi Bowes
Heidi Bowes (9 dicembre 1962) è un'ex sciatrice alpina statunitense, vincitrice della Nor-Am Cup nel 1990.

## Biografia
Specialista delle prove tecniche originaria di Steamboat Springs, la Bowes ottenne due piazzamenti in Coppa del Mondo, entrambi a Park City in slalom speciale: 13ª il 19 marzo 1985 e 14ª il 25 novembre 1989. Nella stagione 1989-1990, l'ultima della sua carriera, vinse sia la Nor-Am Cup generale, sia le classifiche di slalom gigante e di slalom speciale; non prese parte a rassegne olimpiche né ottenne piazzamenti iridati.

## Palmarès

### Coppa del Mondo
- Miglior piazzamento in classifica generale: 76ª nel 1990

### Nor-Am Cup
- Vincitrice della Nor-Am Cup nel 1990[2]
- Vincitrice della classifica di slalom gigante nel 1990[2]
- Vincitrice della classifica di slalom speciale nel 1990[2]

### Campionati statunitensi
- 1 medaglia (dati parziali):
  - 1 argento (slalom gigante[1] nel 1990)